# مسعود امینی (سیاستمدار)
مسعود امینی (زادهٔ ۱۳۴۰ در نی‌ریز) نمایندهٔ حوزهٔ انتخابیهٔ استهبان و نی‌ریز در دورهٔ هفتم مجلس شورای اسلامی بوده‌است.
نامبرده ریاست بیمارستان مادر و کودک غدیر شیراز را بر عهده دارد و هم اکنون ریاست بخش جراحی لاپاراسکوپی و چاقی و استاد یار دانشگاه علوم پزشکی شیراز می باشد.